# Бадриддин Хилали
Маулана Бадридди́н (Нуреддин) Хилали́ Астарабади Чагатаи (перс. بدرالدین هلالی‎; род. 1470 — казнён в 1529) — персидский поэт-лирик.

## Биография
Бадриддин Хилали родился в 1470 году (874 г. х.) в Астрабаде (совр. Горган в Иране). По происхождению — тюрок (чагатаец). Юность провёл в родном Астрабаде, в 1491 году прибыл в Герат, где стал членом литературного кружка Хусейна Байкары. Благодаря поэтическому таланту и эрудиции был прозван «маленьким Джами». Хилали занимал должность судьи в различных местах, затем вернулся в Герат, где в 1529 году (939 г. х.) был казнён Шейбанидом Убайдулла-ханом по подозрению в ереси. Возможно, что основанием для казни стало обвинение в шиизме, хотя Хилали безусловно был суннитом. Наиболее вероятной причиной могут быть его стихи, изначально направленные против Сефевидского шаха Тахмаспа, но впоследствии обращённые против Убайдулла-хана.

## Творчество
Автор поэм «Лейли и Меджнун», «Шах и нищий» («Шах у дервиш») и «Качества влюбленных» («Сифат аль-ашикин»). Его газели очень популярны в народе и перелагаются на музыку и в наши дни.
На персидском языке
- Диван-и Хилали (ديوان هلالى). Лакхнау, 1864.

На таджикском языке
- Осори мунтахаб, Сталинобод, 1958; Faзалиёт, Душанбе, 1970.

На русском языке
- [Стихи], в кн.; Антология таджикской поэзии, М., 1957;
- [Стихи], в кн.: Поэты Таджикистана, Л., 1972.
- См. Истины. Изречения персидского и таджикского народов, их поэтов и мудрецов. Перевод Наума Гребнева. Примечания Н.Османова. «Наука», М., 1968; Спб.: Азбука-классика, 2005. 256 с. ISBN 5-352-01412-6
- Айни К., Бадриддин Хилали, Сталинабад, 1957;
- История персидской и таджикской литературы. Под ред. Яна Рипка, М., 1970;

## Память
- Улица Хилали в Истаравшане
- Улица Хилали в Душанбе
- Улица Бадриддина Хилоли а Ташкенте